# Lučani
Lučani (cyr. Лучани) – miasteczko w Serbii, w okręgu morawickim, siedziba gminy Lučani. W 2011 roku liczyło 3387 mieszkańców.